# 126 (číslo)
Sto dvacet šest je přirozené číslo, které následuje po čísle sto dvacet pět a předchází číslu sto dvacet sedm. Římskými číslicemi se zapisuje CXXVI. Stošestadvacátým dnem kalendářního roku je 6. květen (v přestupném roce 5. květen).

## Matematika
126 je:
- abundantní číslo
- nepříznivé číslo
- nešťastné číslo
- desetiúhelníkové číslo
- Jako kombinační číslo jej lze zapsat dvěma způsoby: {\displaystyle 126={\tbinom {9}{4}}={\tbinom {9}{5}}}

## Chemie
- 126 je atomové číslo zatím (duben 2013) neobjeveného prvku unbihexia; největší hodnota neutronového čísla, pro kterou existuje stabilní izotop (nejběžnější a současně nejtěžší přírodní izotop olova 208Pb, má jej také 209Bi, jehož poločas přeměny je 1,9×1019 let a je jediným přírodním izotopem tohoto prvku); a nukleonové číslo třetího nejběžnějšího izotopu telluru[1]

## Kosmonautika
- STS-126 byla servisní a zásobovací mise raketoplánu Endeavour k Mezinárodní vesmírné stanici (ISS) z roku 2008. Zásoby byly uloženy v modulu MPLM. Během letu se uskutečnily čtyři výstupy do vesmíru, při kterých se posádka věnovala výměně nádrže s dusíkem NTA (anglicky Nitrogen Tank Assembly) a údržbě obou spojů SARJ (anglicky Solar Alpha Rotary Joint), které mají za úkol natáčet solární panely stanice, aby byly optimálně osvětleny Sluncem.

## Doprava
- Silnice II/126 je česká silnice II. třídy vedoucí na trase II/125 – Trhový Štěpánov – Zruč nad Sázavou – Zbraslavice – Štipoklasy – Kutná Hora[2]

## Roky
- 126
- 126 př. n. l.